# 5،1-هكساديين
5,1-هكساديين هو مركب عضوي هيدروكربوني من الدايينات صيغته C6H10، ويوجد في الشروط القياسية على شكل سائل عديم اللون.

## التحضير
يمكن أن يحضر هذا المركب من تفاعل البروبيلين مع بروميد الأليل في الطور الغازي. بشكل آخر يمكن أن تتم عملية التحضير من تفاعل أكسدة البروبيلين باستخدام بيروكسيد الهيدروجين (الماء الأكسجيني):
{\displaystyle \mathrm {2\ H_{2}C{=}CH{-}CH_{3}\ {\xrightarrow[{H_{2}O_{2}}]{630^{\circ }C}}\ \ C_{6}H_{10}} }
يحضر المركب أيضاً من تفاعل 5،1-حلقي الأوكتاديين مع الإيثيلين:
(CH2CH=CHCH2)2 + 2 CH2=CH2 → 2 (CH2)2CH=CH2
وذلك اعتماداً على وجود حفاز من الرينيوم على الألومينا.
يمكن أن يحضر المركب مخبرياً من تفاعل اقتران جزيئين من كلوريد الأليل بوجود المغنسيوم:
2 ClCH2CH=CH2 + Mg → (CH2)2(CH=CH2)2 + MgCl2

## الخواص
يوجد هذا المركب في الشروط القياسية على شكل سائل عديم اللون، تقع نقطة الوميض تحت −46 °س.

## الاستخدامات
يستخدم 5,1-هكساديين عاملاً للتشابك ومركباً طليعياً في تحضير عدد من المركبات الأخرى. من الأمثلة على ذلك تحضير 6،1-هكسانديول وذلك بتطبيق إضافة البورون الهيدروجينية.